# Gradaterebra ninfae
Gradaterebra ninfae é uma espécie de gastrópode do gênero Gradaterebra, pertencente a família Terebridae.